# Dây phơi quần áo

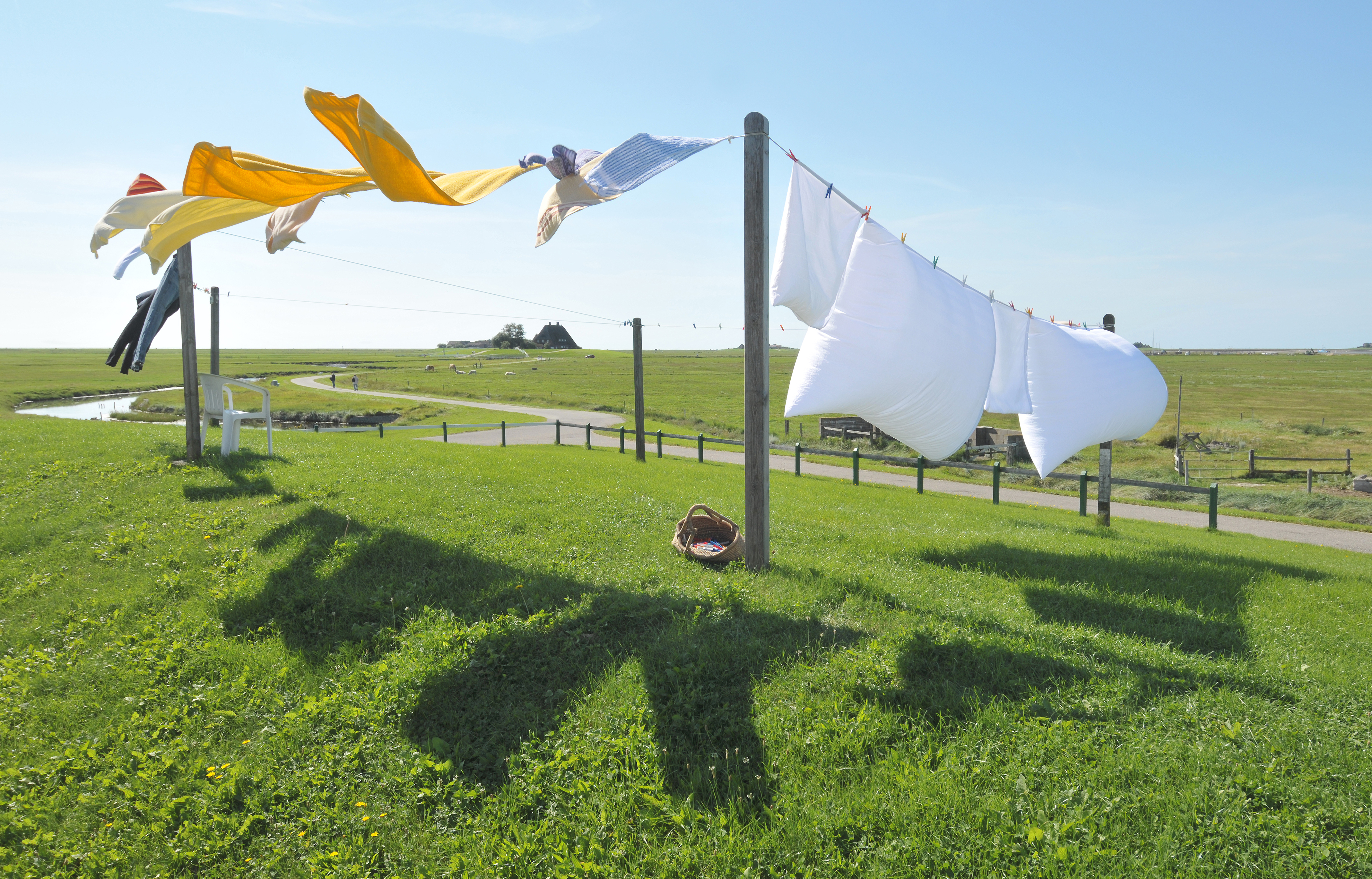
Dây phơi quần áo nằm trên đảo của Hooge thuộc phía Bắc nước Đức.

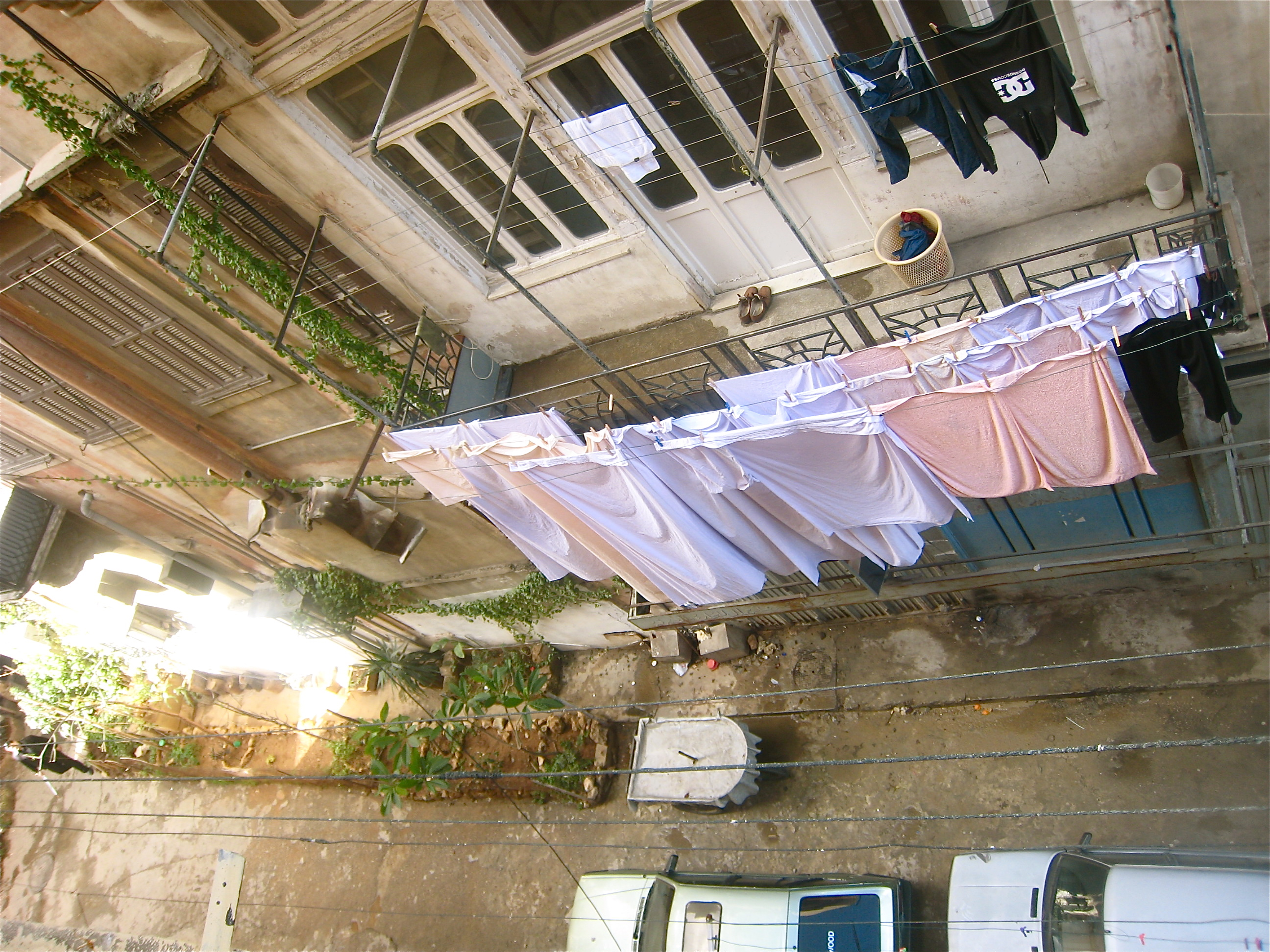
Dây phơi quần áo nằm ở Tripoli tại miền bắc, Lebanon.

Dây phơi quần áo (phơi đồ) hoặc dây phơi đồ giặt (tiếng Anh: clothesline) chỉ đến những loại dây được đính hay buộc vào giữa hai điểm (ví dụ như hai thanh sắt cắm xuống đất), có thể là dựng ở bên ngoài, hay trong nhà, tuỳ vào độ cao của đất. Quần áo sau khi giặt xong sẽ được treo dọc trên sợi dây đó để khô, bằng cách sử dụng cái móc đồ hoặc đồ kẹp (clothespin). Dây phơi thường được gắn từ một điểm này vào một điểm khác hoặc cũng có thể là gắn lên tường. Dây phơi thường được đặt ở sân sau hoặc là trên ban công. Những dây phơi dài hơn thì thường có những đồ giữ ở giữa mỗi đoạn dây do trọng lượng nặng từ đồ ướt nhiều.
Có những loại dây phơi cấu trúc phức tạp hơn giúp tiết kiệm không gian do có thể xếp thành hình tam giác hay hình vuông, sử dụng được nhiều đường để phơi. Một số có thể được gấp lại khi không sử dụng (mặc dù nó cũng nguy hiểm vì có thể bị kẹt ngón tay vào trong, cho nên thường có một cái nút an toàn). Trong những thời tiết mùa đông lạnh, người ta còn dùng một bộ khung để treo quần áo sử dụng hệ thống ròng rọc đặt ở trong nhà gọi là clothes horse.
Ở Scotland, những người sống ở chung cư có một cái sân cỏ  gọi là drying green, đó là nơi họ chủ yếu sử dụng để phơi đồ, cũng là một nơi để giải trí. 

## So sánh với máy sấy quần áo

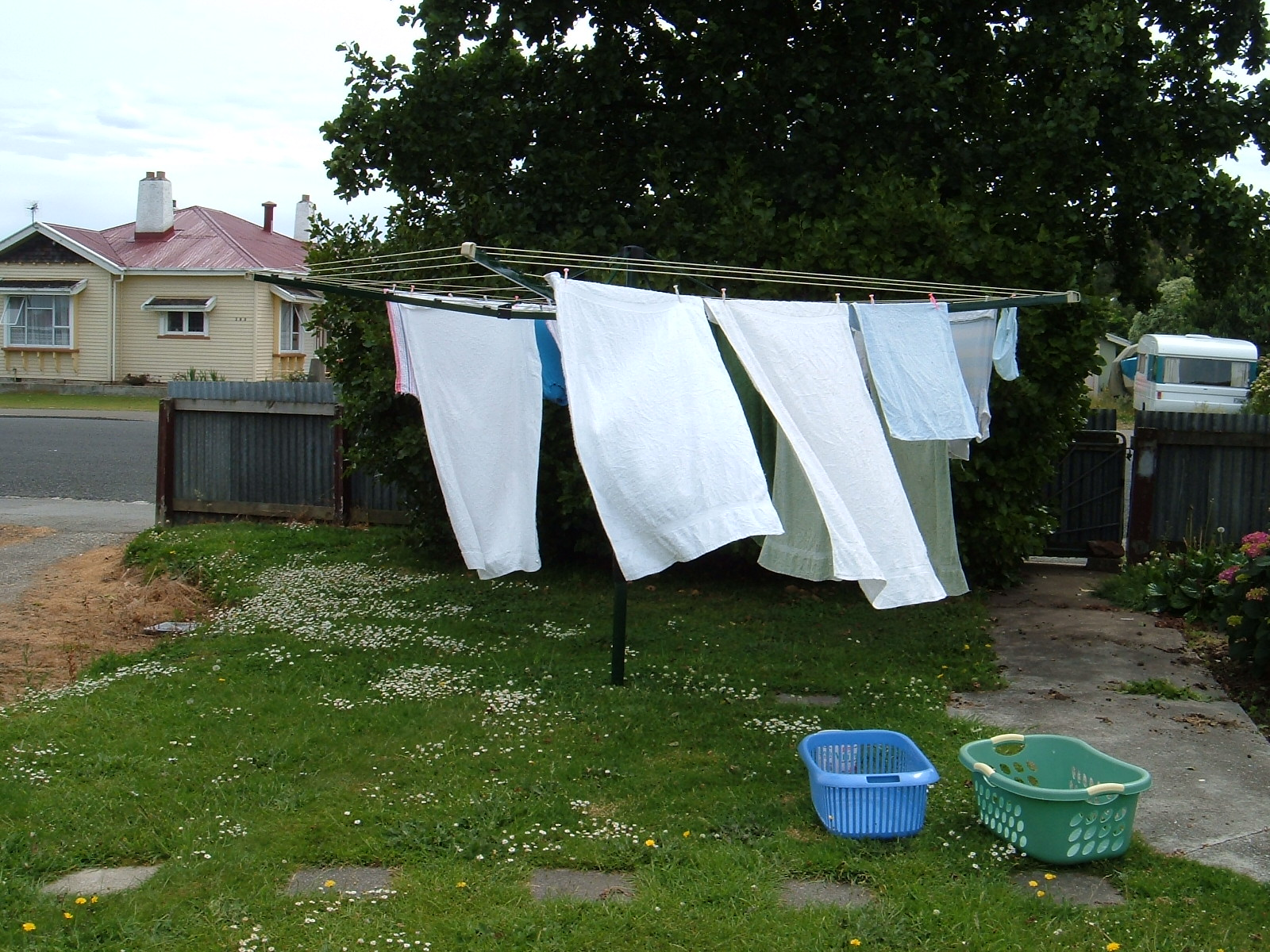
Hills Hoist, loại dây phơi quần áo có thể điều chỉnh độ cao.

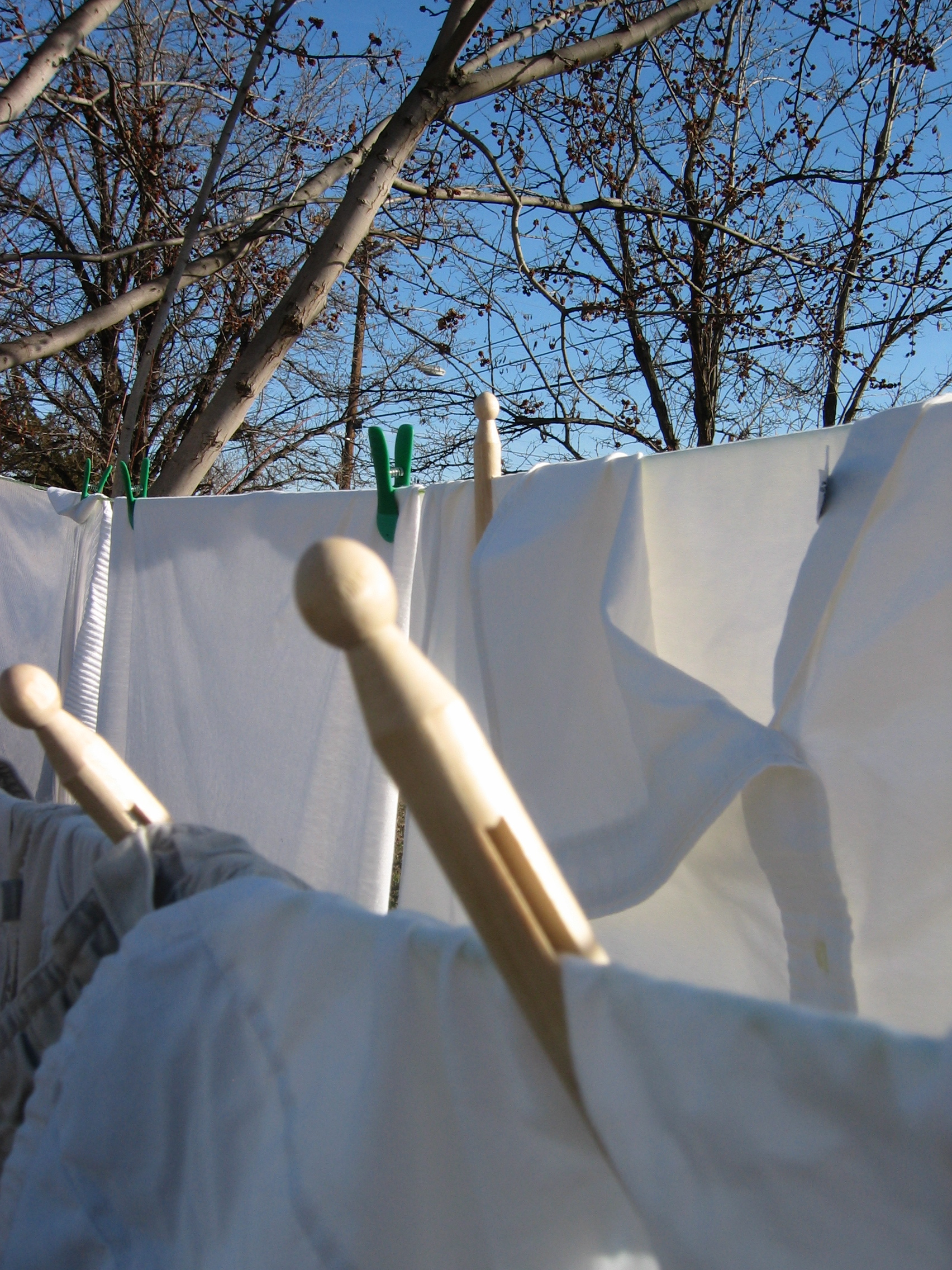
Phơi đồ ở Hermiston, Oregon.

### Ưu điểm
- Tiết kiệm chi phí
- Bảo vệ môi trường do việc sử dụng những loại máy sấy quần áo sẽ sinh ra một lượng khí CO2 gây ra hiệu ứng nhà kính (Trung bình một hoạt động của máy sấy quần áo sinh ra 2 kg CO2eq).
- Ít gây mài mòn vải.
- Không gây co rút vải (khí nóng từ máy sấy quần áo có thể gây ra việc co rút vải).
- Không bị những vật nhỏ bám vào do lực hút tĩnh điện (static cling) và không hút mùi nước hoa từ vải khác.
- Việc dùng máy sấy khô nhiều có thể làm mất độ mềm của vải.
- Quần áo phơi xong thường không cần phải ủi nhiều nếu không gặp trục trặc gì khi đang phơi.
- Không gây tiếng ồn
- Máy sấy quần áo có lỗ thông hơi và nó sẽ thải một lượng lớn khí thải nóng hoặc lạnh, ảnh hưởng đến không khí bên ngoài.
- Chi phí sửa chữa dây phơi quần áo đương nhiên sẽ thấp hơn nhiều với máy sấy quần áo.

### Nhược điểm
- Việc làm khô bằng dây phơi quần áo mất nhiều thời gian hơn so với máy sấy quần áo.
- Việc phơi quần áo sẽ gặp khó khăn khi gặp thời tiết mưa hoặc biến đổi thời tiết bất thường.
- Có thể gây mất thẩm mỹ.
- Việc phơi quần áo ra ngoài sẽ gây ảnh hưởng ít nhiều vào riêng tư cá nhân, bởi nó cũng vô tình tiết lộ cho người ngoài biết về thói quen sống của mình.
- Nguy cơ bị trộm hoặc quần áo bị phá hoại.
- Các chất thải ô nhiễm từ môi trường như như bụi, khói, các chất ô nhiễm, phấn hoa và phân chim hoặc của một số loại động vật có thể tiếp xúc tới quần áo.
- Đồ kẹp quần áo dùng nhiều sẽ để lại vết in dấu trên quần áo.

## Làm khô đồ trong nhà

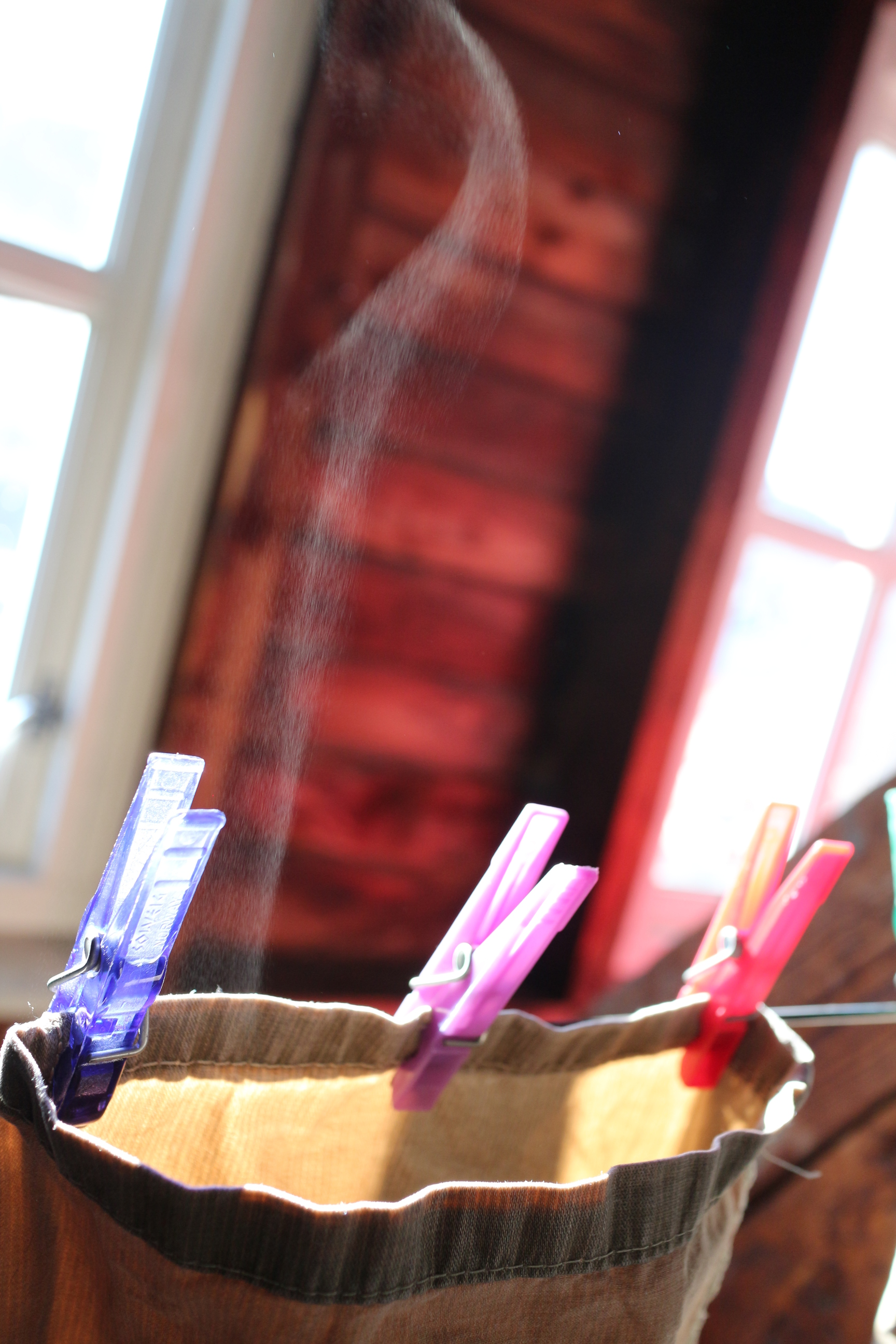
Sấy khô quần áo trong nhà

Quấn áo có thể sấy khô trong nhà vì một số lý do:
- thời tiết khắc nghiệt
- người khuyết tật, già hạn chế đi lại
- thiếu không gian
- giảm thiệt hại đến vải quần áo từ tia cực tím của mặt trời.
- điều lệ pháp luật ở một số nơi về việc phơi đồ ở ngoài
- để nâng cao cấp độ ẩm trong nhà, và hạ nhiệt độ không khí trong nhà
- thuận tiện
- giữ gìn sự riêng tư

Một số loại đồ dùng giúp làm khô đồ ngay trong nhà. Một cái giá làm khô hoặc clothes horse giúp tiết kiệm không gian trong căn hộ, hay có thể đem dây phơi quần áo để ở trong tầng hầm trong suốt mùa đông. Việc phơi đồ trong nhà đương nhiên sẽ mất thời gian nhiều hơn so với phơi ở ngoài vì thiếu ánh sáng mặt trời và gió.
Sự bốc hơi ẩm từ quần áo sẽ làm mát không khí trong nhà và tăng độ ẩm, điều đó có thể có lợi hoặc có hại. Ví dụ trong thời tiết lạnh giá hoặc khô hạn, việc tăng độ ẩm khiến mọi người thấy thoải mái hơn. Nhưng trong thời tiết nóng bức, việc tăng độ ẩm trong nhà lại khiến cho người ta thấy khó chịu hơn. Tăng độ ẩm trong nhà nhiều có thể làm tăng sự phát triển của nấm mốc trong nhà, gây ra một số vấn đề về sức khoẻ.

## Những yếu tố quyết định thời gian làm khô nhanh hay chậm
- Nhiệt độ - tăng nhiệt độ giúp rút ngắn thời gian làm khô.
- Độ ẩm - giảm độ ẩm sẽ rút ngắn thời gian làm khô.
- Sức gió - Đôi khi người ta còn đặt quạt gần chỗ phơi quần áo.
- Ánh sáng trực tiếp từ Mặt Trời - ở ngoài sẽ tiếp xúc trực tiếp ánh sáng Mặt Trời do đó khi phơi đồ thường đặt ở ngoài nhà.
- Độ dày của vải.

## Tranh cãi ởBắc Mỹ
Tranh cãi xung quanh việc sử dụng dây phơi quần áo đã nhiều lần đề xuất chính phủ thông qua bộ luật "right-to-dry" cho phép họ sử dụng dây phơi quần áo.
Tính đến  tháng 8 năm 2013, các bang Florida, Colorado, Hawaii, Arizona, California, Illinois, Indiana, Louisiana, Maine, Maryland, Massachusetts, Nevada, New Mexico, North Carolina, Oregon, Texas, Vermont, Virginia, và Wisconsin, đã thông qua luật cấm dùng dây phơi quần áo. Một nhà làm phim, Steven Lake, đã lập kế hoạch để phát hành một bộ phim tài liệu  năm 2011 mang tên Drying for Freedom  nói về việc tranh cãi này ở Hoa Kỳ.
Ở Canada, chính phủ ở tỉnh Nova Scotia  đã thông qua "Đạo luật bãi bỏ việc cấm sử dụng dây phơi quần áo" vào tháng 10 năm 2010, để cho tất cả các hộ gia đình trong tỉnh sử dụng dây phơi, bất kể điều khoản hạn chế gì. Tỉnh Ontario đã dỡ bỏ lệnh cấm dùng dây phơi quần áo năm 2008.

## Hình ảnh

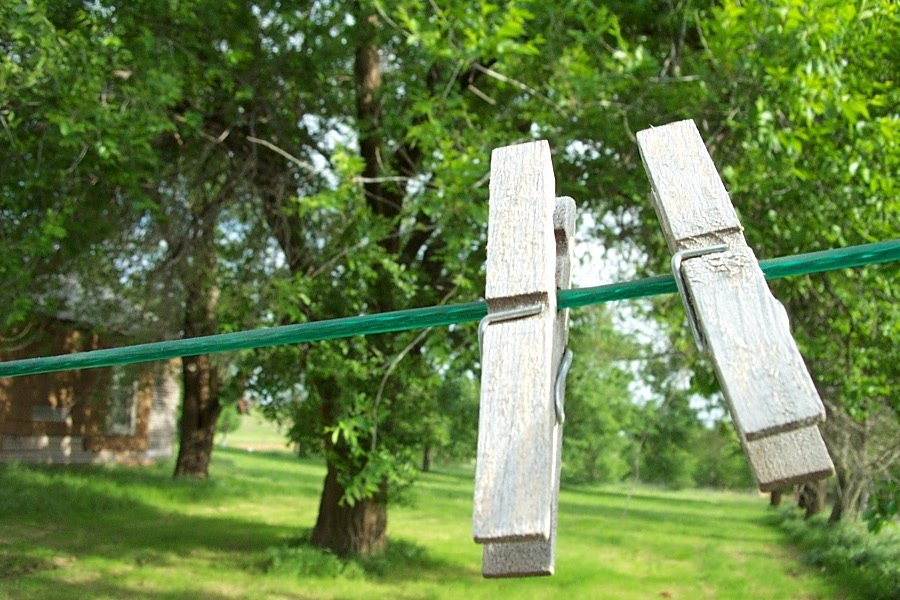
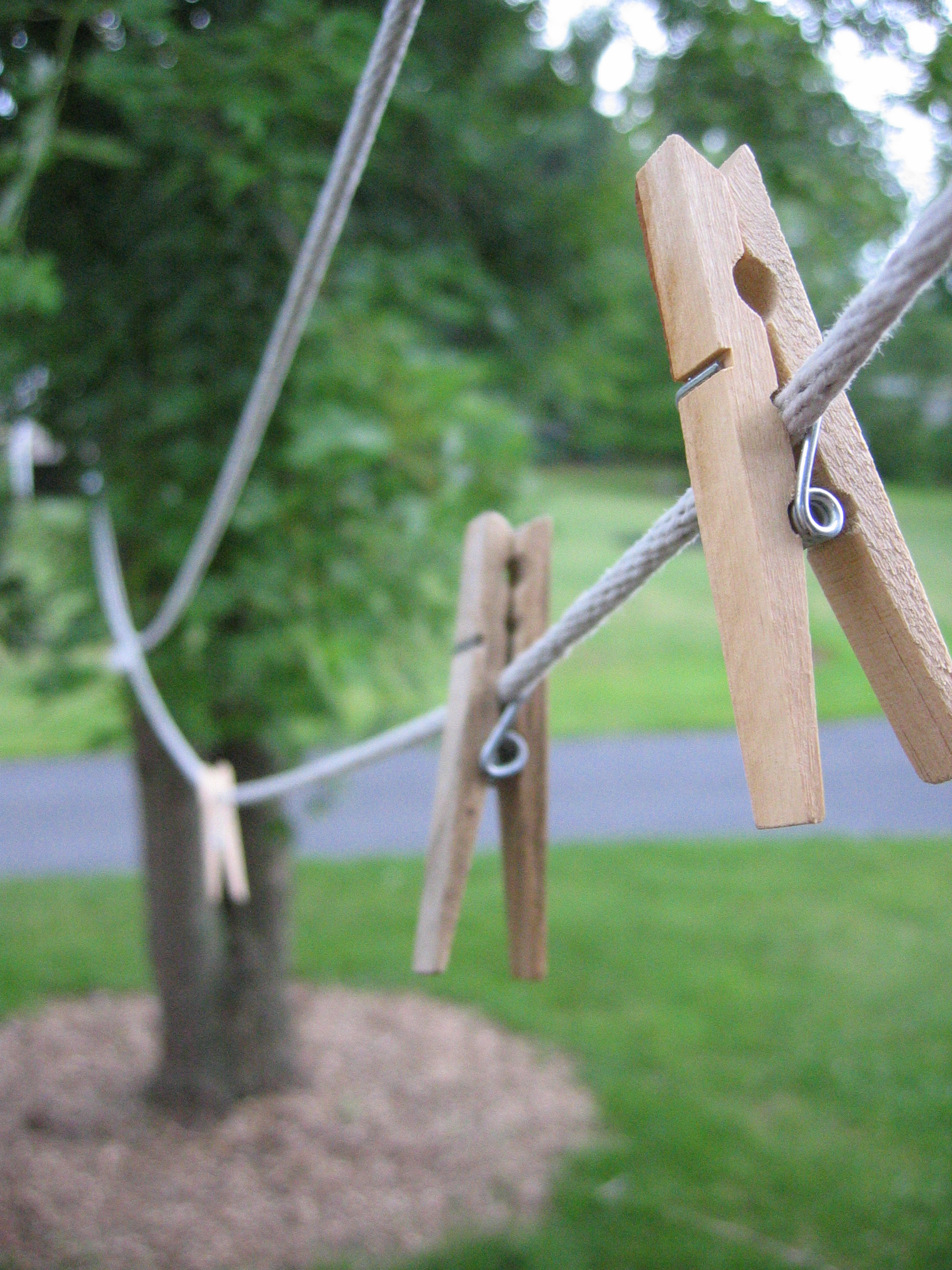
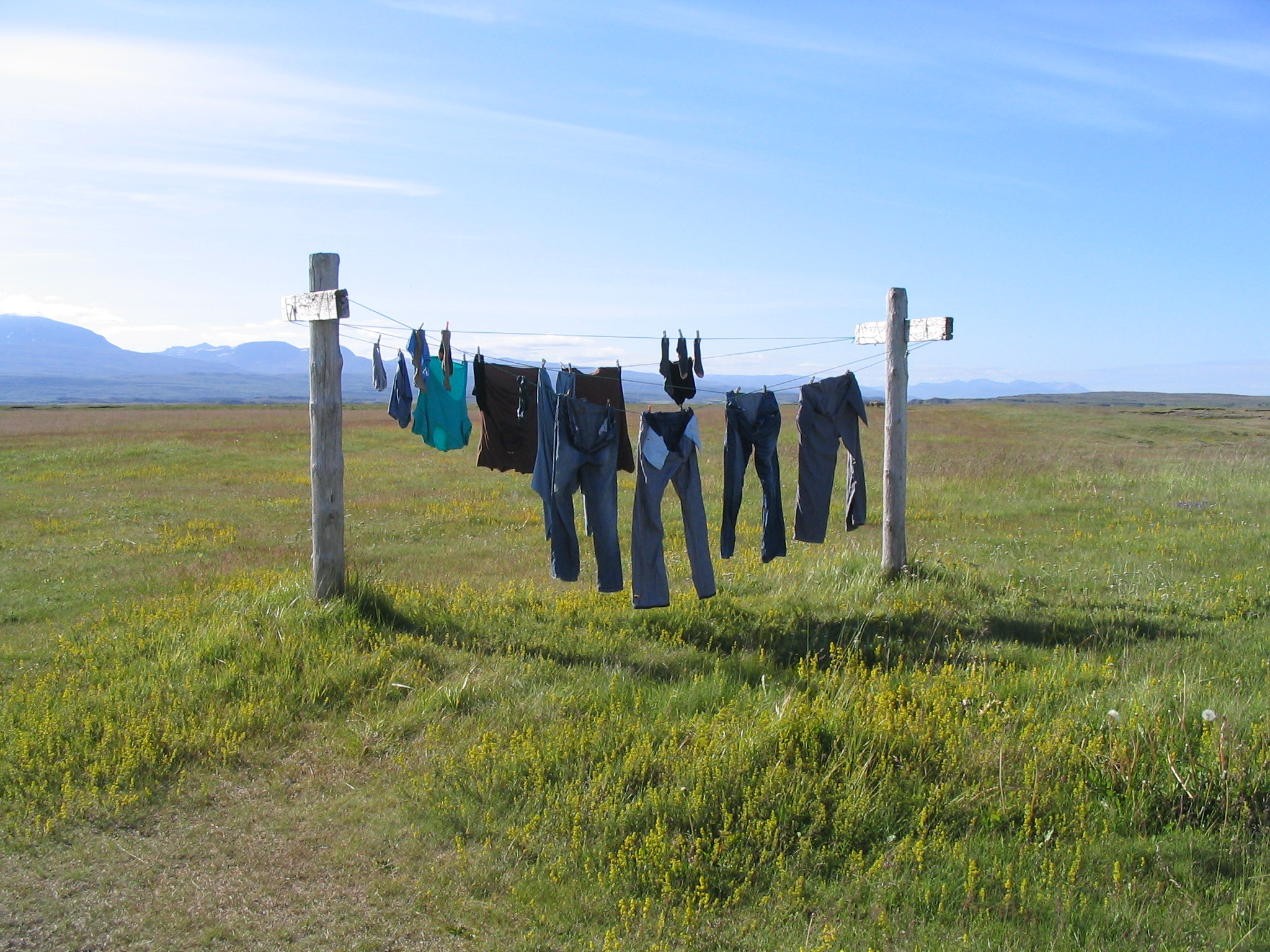
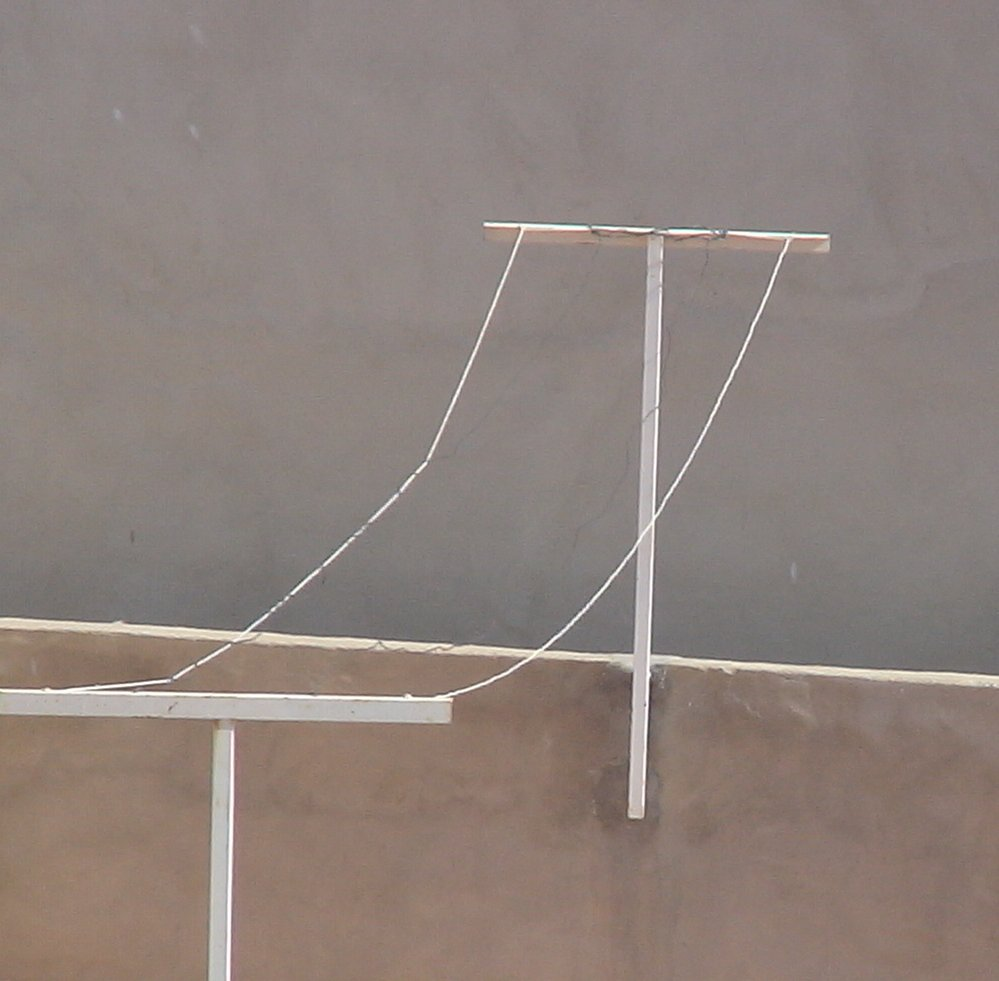
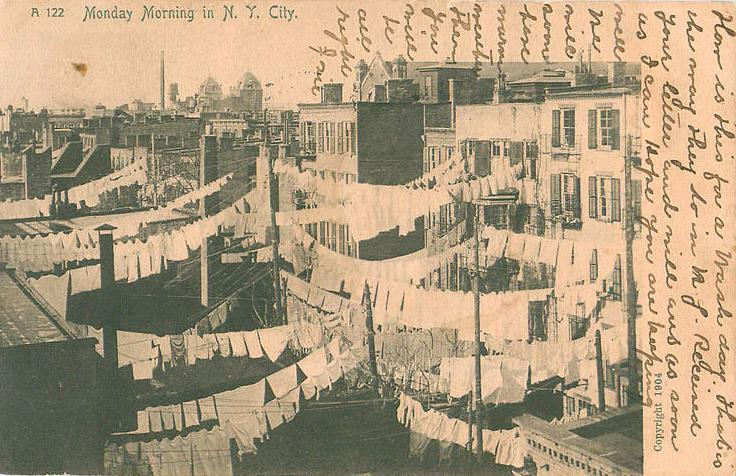
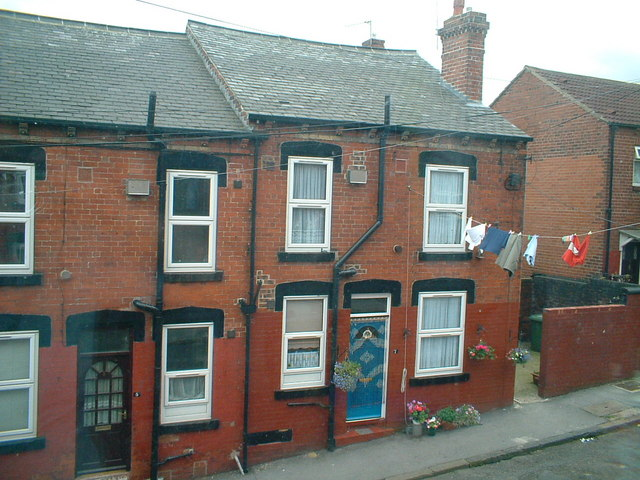
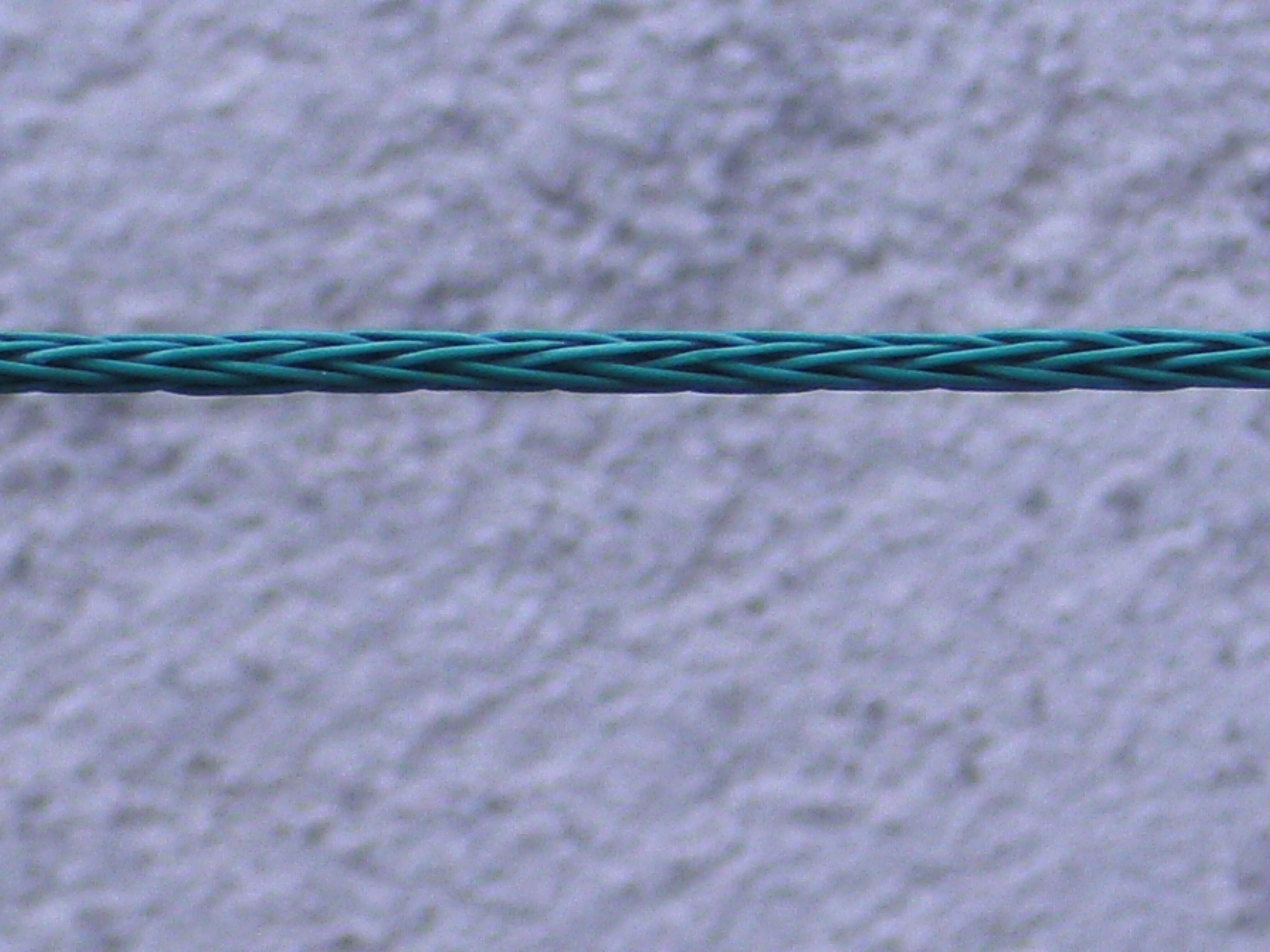
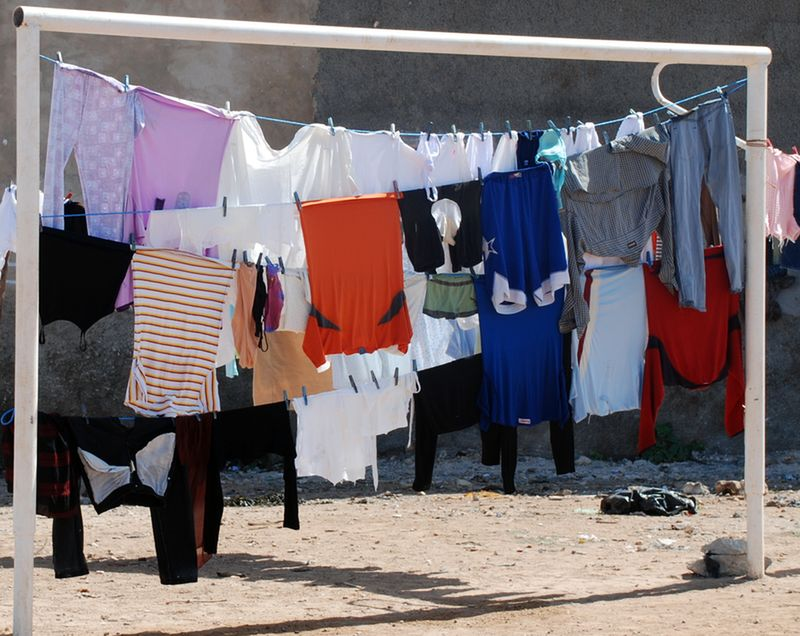
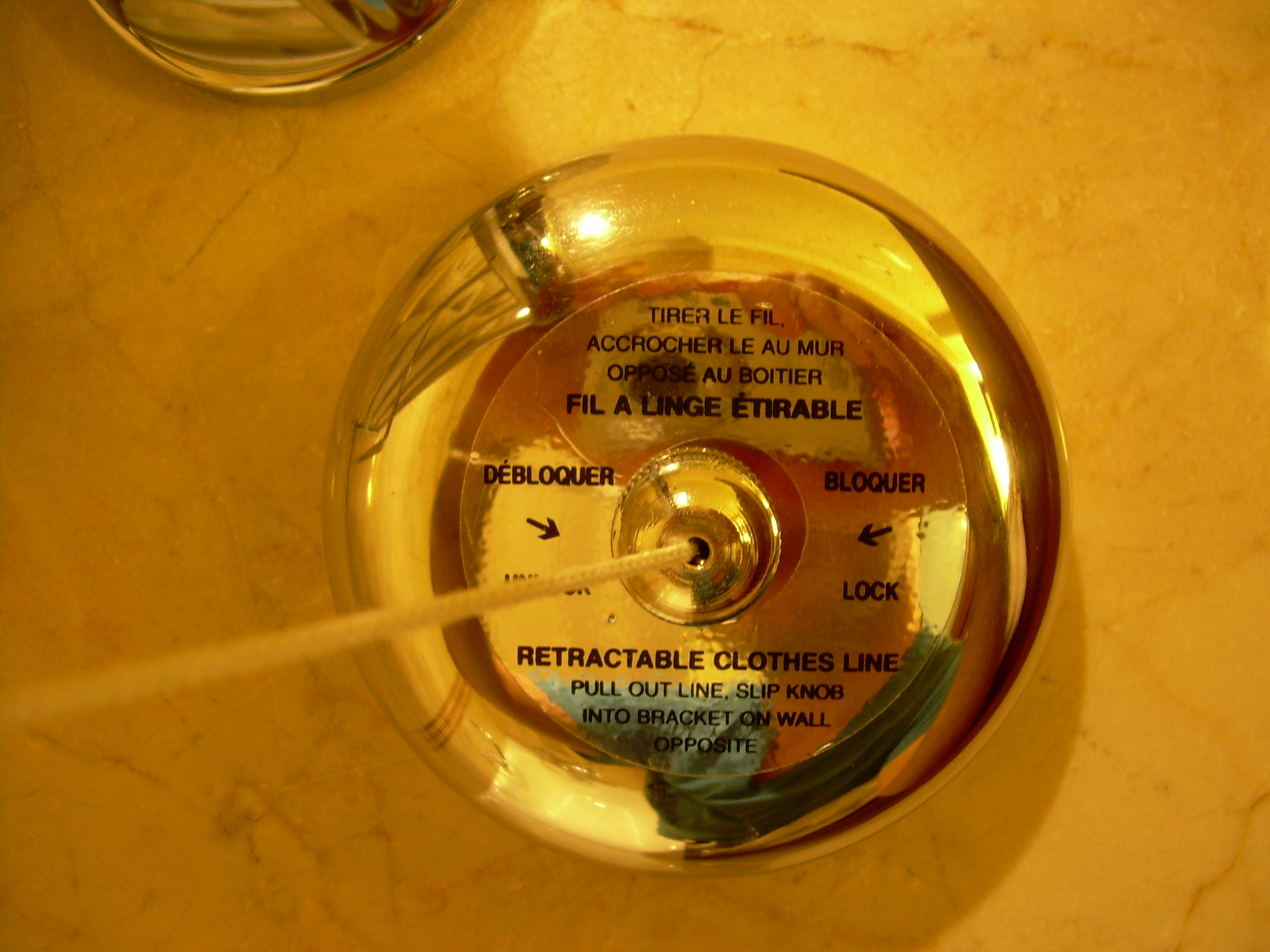
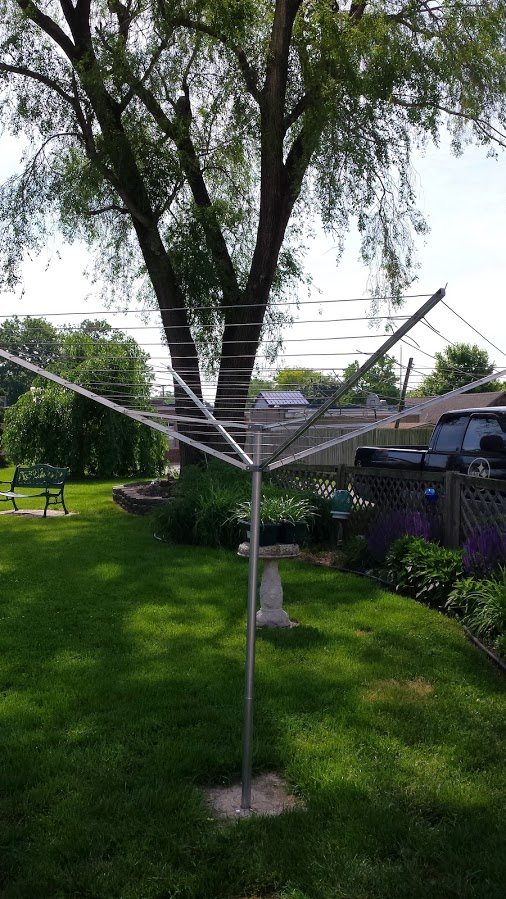